# Parrycactus echidne
Parrycactus echidne (sin. Ferocactus echidne), vrsta kaktusa iz sjeveroistočnog Meksika. nekada je bio uključivan u Ferocactus, a Doweld ga je 2000. uključio u rod Parrycactus.

## Uzgoj
- Preporučena temperatura:  Noć: 9-11°C
- Tolerancija hladnoće:  podnosi smrzavanje
- Minimalna temperatura:  10°C
- Izloženost suncu:  cijelo vrijeme
- Porijeklo:  središnji  Meksiko
- Opis:  raste sam,visina mu je do 20 cm
- Cvjetovi:  žute boje,dugi su od 2-4.5 cm,a široki od 3-3.5 cm.Pojavljuju se u ranim ljetnim danima